# Логвиновский, Виталий Степанович
Вита́лий Степа́нович Логвино́вский (17 марта 1941, хутор Шевченко, Полтавская область, УССР, СССР — 22 августа 2019, Калуга, Калужская область, Россия) — российский актёр театра и кино, народный артист России (2006).

## Биография
Родился 17 марта 1941 года на хуторе Шевченко Полтавской области.
Окончил школу с серебряной медалью. Намеревался поступать на конструкторское отделение Куйбышевского авиационного института, но не прошёл по конкурсу.
Учился в Целиноградском сельскохозяйственном институте, но на втором курсе перешёл в ГИТИС, который окончил в 1965 году (педагог — М. Н. Орлова).
Работал в Павлодарском драмтеатре (1967), Волгоградском театре драмы. С 1974 года — актёр Калужского драматического театра.

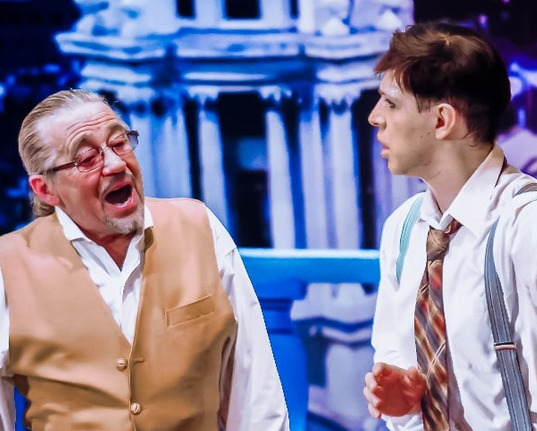
Виталий Логвиновский и Игорь Кумицкий в спектакле Калужского областного театра «№13»

Имел звания Заслуженного артиста РСФСР (16 ноября 1983) и Народного артиста России (15 февраля 2006).
Более полувека был в браке с актрисой Надеждой Косенович, с которой познакомился в Целинограде.

## Фильмография
- 1999 — Ворошиловский стрелок — доминошник
- 2002 — Цыганочка с выходом — врач-нарколог

### Рецензии к спектаклям
- Владимир Андреев (3 мая 2012). Куда ты, бричка, мчишься?. Весть.
- Екатерина Зимина (28 декабря 2012). Вся жизнь — театр…. Жить хорошо.